# Lotus Exige

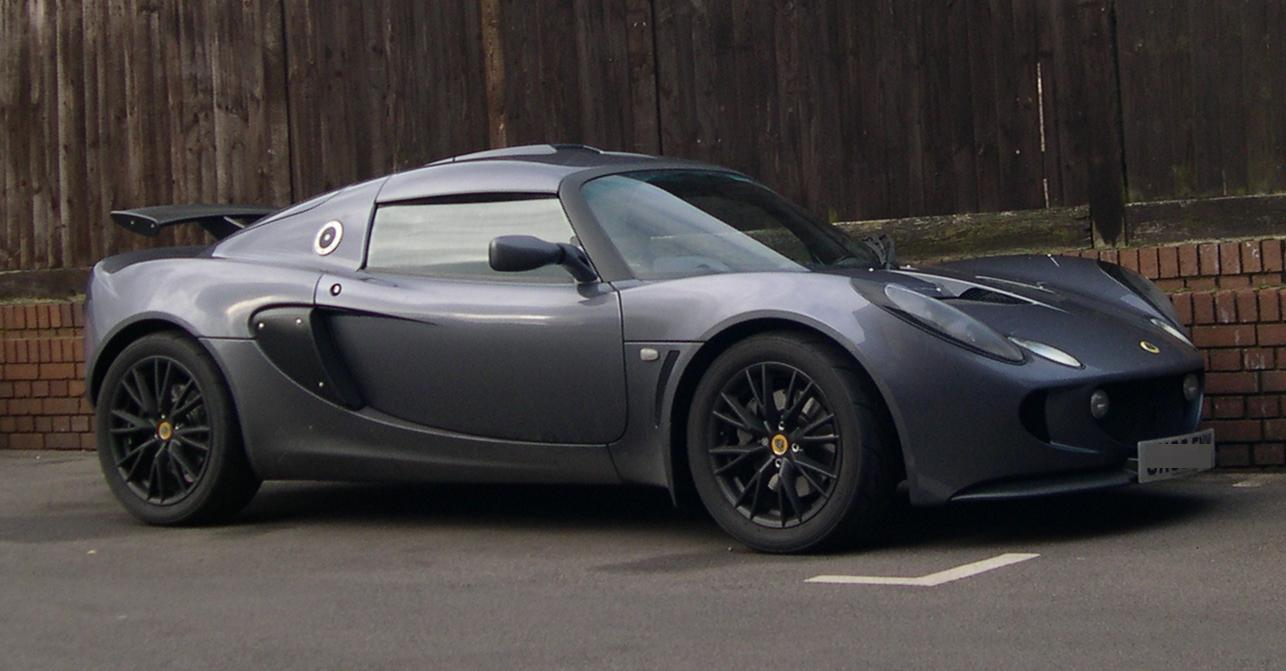
Lotus Exige.

La Lotus Exige est un modèle de voiture de sport du constructeur automobile britannique Lotus, dérivé de la Lotus Elise, étudié pour une utilisation plus sportive, en particulier sur circuit. La voiture reste cependant homologuée pour circuler sur la route.
Ce nom est attribué à trois générations de voitures, conçues sur le même principe, à partir des trois générations de Lotus Elise. La production de l'Exige est stoppée en décembre 2021 avec 10 497 exemplaires commercialisés.

## Lotus Exige S1 (2000-2002)

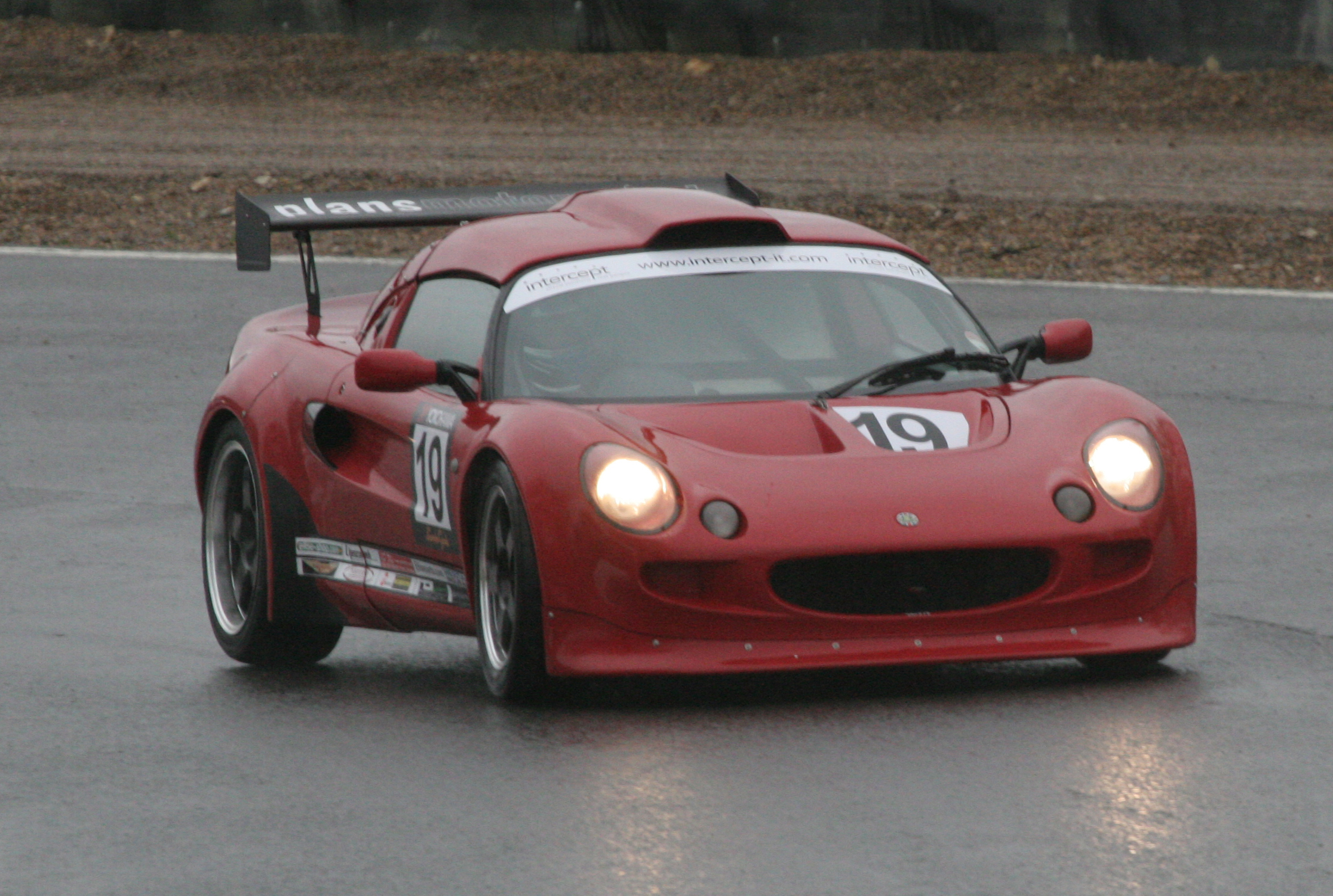
Lotus Exige au rallye.

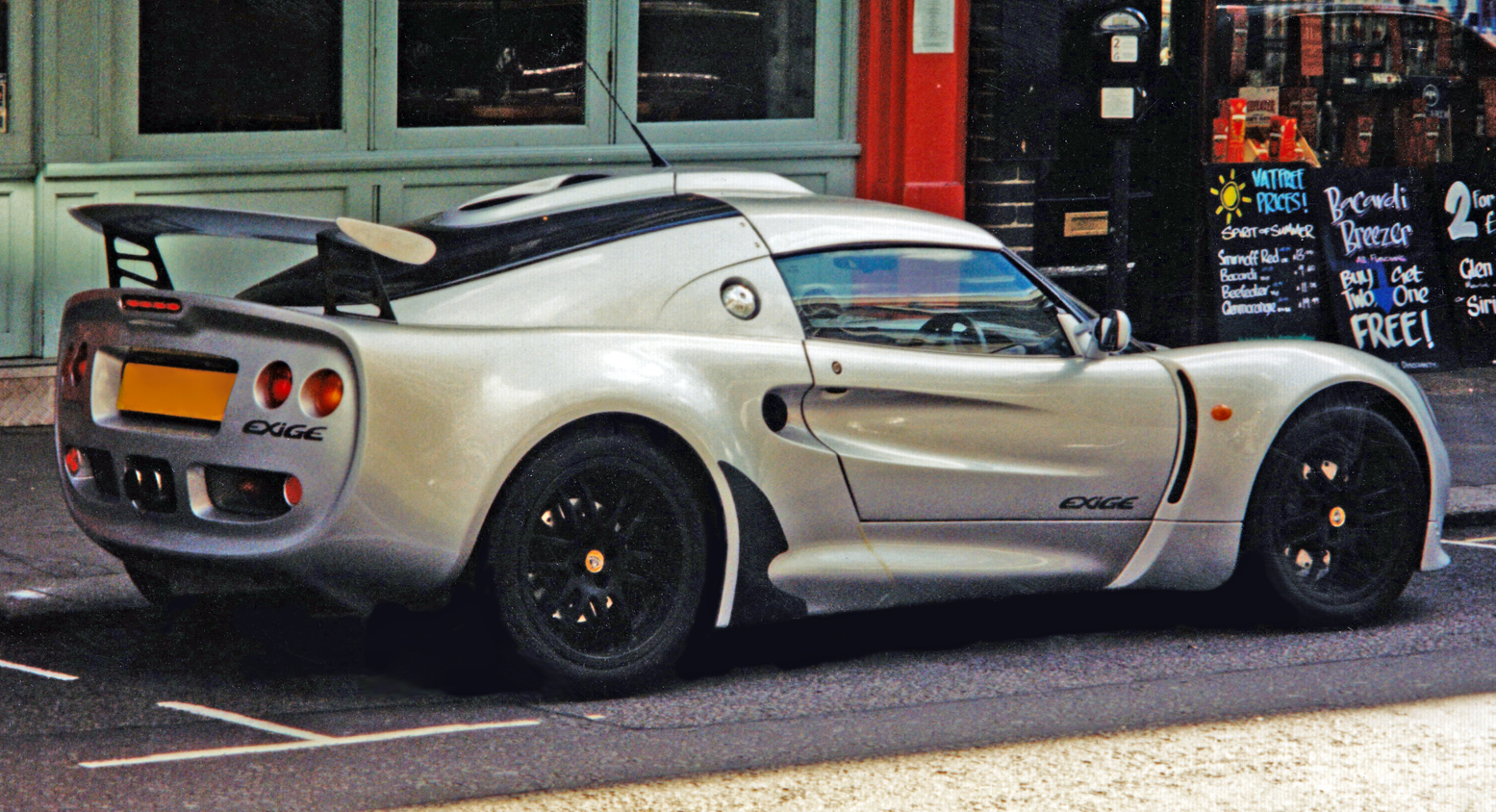
Lotus Exige S1 de 2001.

La Lotus Exige S1 dérive de la Lotus Elise S1, plus particulièrement de l'Elise Motorsport à conduite centrale produite à seulement 65 exemplaires, et sera produite entre 2000 et 2002. Le moteur utilisé est le 1,8 L Rover Série K, dans une version préparée nommée VHPD (pour « Very High Performance Derivative »), homologué pour la route avec 177 ch mais disponible pour la piste avec un kit développant 190 ch.
Ce modèle a servi à l'homologation en FIA-GT de la Lotus Elise Motorsport. Il dispose par rapport à l'Elise de nombreuses modifications aérodynamiques (carrosserie fermée, spoiler avant et aileron arrière) et sur le châssis (suspensions affermies, pneumatiques spéciaux) destinées à améliorer les performances sur circuit.
La production est arrêtée en 2002 et le modèle n'est pas remplacé avant 2004.

## Lotus Exige S2 (2004-2011)

### Exige (2004-2006)
La commercialisation de la Lotus Exige S2 débute en 2004. Elle cède le moteur Rover, que l'on trouve chez l'Elise S1, pour le moteur 1,8 L DOHC 16 soupapes (code moteur : 2ZZGE) de Toyota et délivrant 192 ch. Le châssis bénéficie de suspensions plus fermes, de jantes plus légères et de pneus adaptés au circuit. L'aérodynamique du véhicule est aussi améliorée pour favoriser l'appui en virage et à haute vitesse. Son poids constructeur est ainsi de 914 kg.
En février 2005 est annoncée la production de cinquante Exige S2 équipées d'un compresseur, permettant ainsi d'amener la puissance du moteur d'1,8 L à 243 ch. Cette série est uniquement disponible en jaune ou noir et prend l'appellation 240 R. Les 240 R peuvent passer de 0 à 100 km/h en 3,9 secondes et atteindre une vitesse maximale de 249 km/h.

### Exige S (2006-2007)
En 2006 est annoncée l'Exige S, utilisant le même moteur que la 240R mais en développant cette fois 218 ch.

### Exige S 240 (2008)
En 2008, la Exige S 240 remplace la Exige S. Elle développe alors 240 ch et reçoit de nouveaux freins ainsi qu'une nouvelle prise d'air pour son toit. Elle pèse 942 kg et passe de 0 à 100 km/h en 4 secondes.

### Exige S 260 (2009-2011)
C'est une version de la S 240 un peu plus puissante avec 257 ch ainsi que divers allègements lui permettant de réduire son poids de 22 kg.

### Exige S (2010-2011)
C’est en 2009 que Lotus présentera le « Model Year 2010 » de sa gamme au salon de l’automobile de Genève. Cette Exige S MY2010 est reconnaissable à son bouclier avant redessiné, incluant des entrées d'air plus larges et plus anguleuses, afin de pouvoir apporter un flux d’air aux deux radiateurs d’huile ; ainsi qu'à son nouvel aileron arrière, qui génère 42 kg d'appui aérodynamique à 160 km/h, corrigeant au passage un souci d’affaissement aux extrémités de l’ancienne génération.
La marque a aussi annoncé que cette Exige S 2010 limite désormais ses rejets de CO2 à 199 g/km grâce à une consommation moyenne de 8,5 l/100km en cycle mixte et même 6,5 l/100 km en cycle extra-urbain (contre 216gr/km et 9,1l100km sur la génération précédente) 
Disponible en option le pack performance fait grimper sa puissance de 220 à 243 ch et son couple de 215 à 230 Nm. Il comprend aussi un nouvel embrayage renforcé, des nouveaux disques de frein percés et ventilés de 308 mm (avec de étriers 4 pistons), durits tressées, grosse prise d’air sur le toit.
Font aussi leurs apparitions un Launch Control et un nouvel antipatinage variable à 30 positions reconnaissable pour un potentiomètre positionné sur la gauche de la colonne de direction.

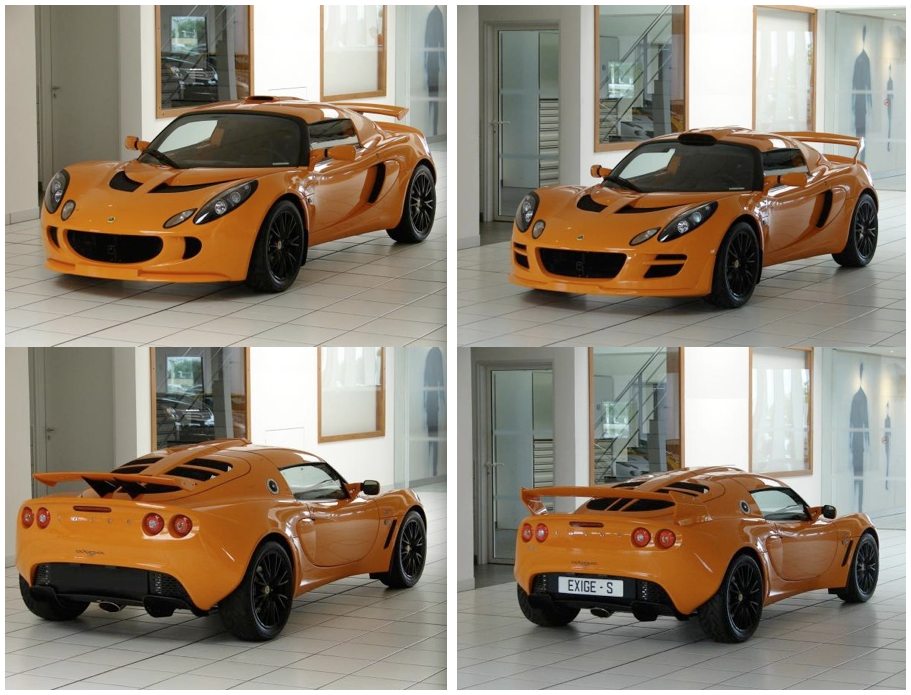
Évolution du masque avant et de l'aileron entre modèle S2 à gauche et un MY2010 "S2.5" à droite.

## Lotus Exige S3 (2012-2021)
La version 2012 de l'Exige S est annoncée au salon de l'automobile de Francfort de 2011. Elle est également disponible en version roadster (dépourvue de son aileron).

### Exige LF1 (2014)
Le modèle LF1, limité à 81 exemplaires représentant les 81 victoires de Lotus en F1, est dévoilé aux 24 Heures du Mans 2014.

### Exige Cup 360 (2015)

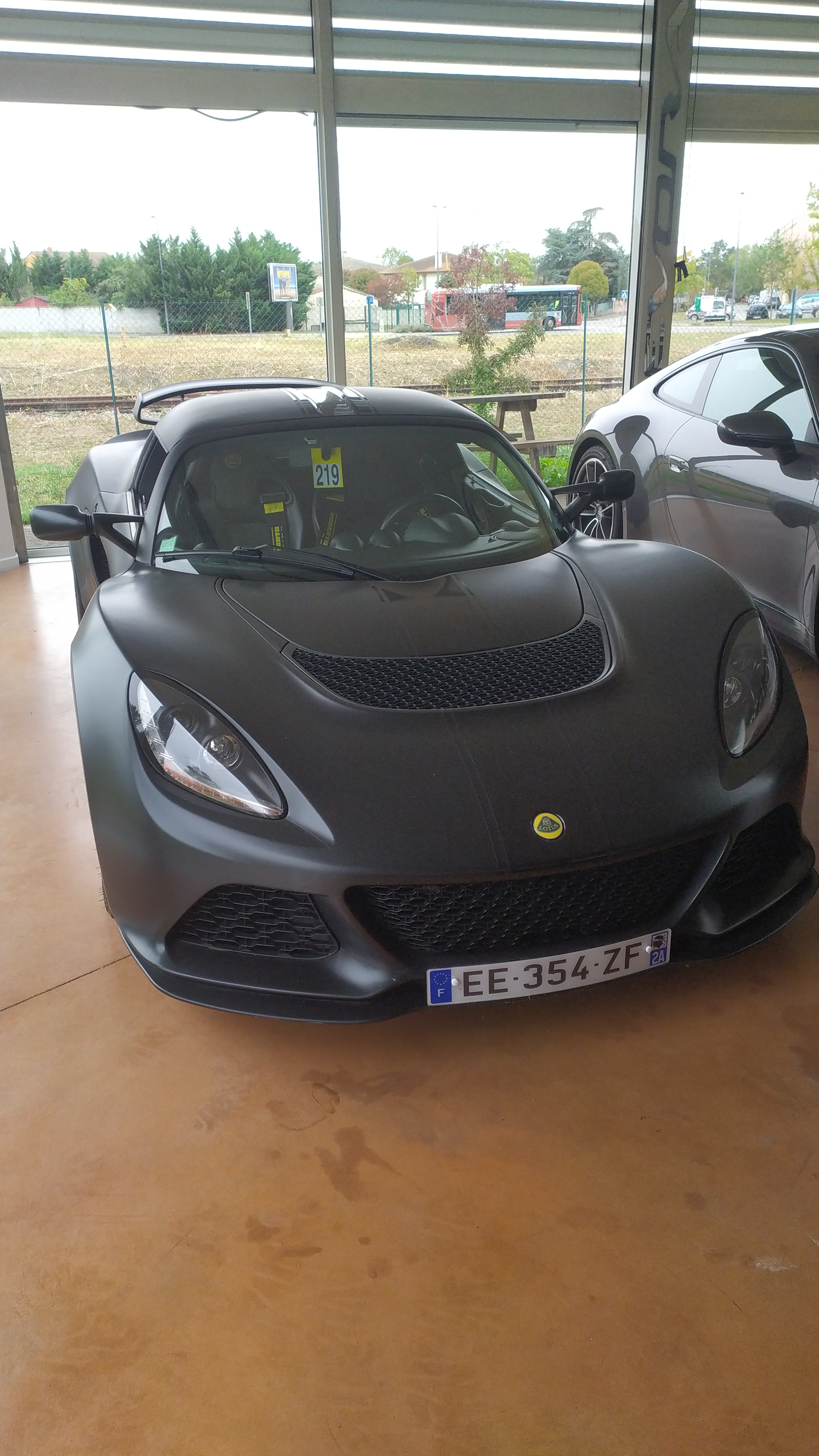
Lotus Exige Sport 350 de 2016.

360 ch. 50 exemplaires. 1 130 kg.

### Exige Sport 350 (2012 - 2015)
Toujours motorisée par le V6 Toyota de 3 456 cm3 (94 × 83 mm), en position centrale arrière, 24 soupapes, injection multipoint et compresseur volumétrique Magnusson délivrant 0,6 bar sur toute la plage du régime moteur, 350 ch (257 kW) à 7 000 tr/min (régime maxi 7 200 tr/min), couple maxi 400 N m au régime de 4 500 tr/min.
- Puissance fiscale 25 CV
- Émission de CO2=236 g/km
- Consommation mixte = 10 L/100 km
- Urbain = 14,5 L/100 km
- Rapport poids/puissance= 3,7 kg/ch
- Poids = 1 176 kg
- Boîte manuelle 6 rapports.
- Propulsion.
- Châssis monocoque en aluminium collé/cuit.
- Direction à crémaillère non assistée. (nombre de tours de volant = 2,8)
- Suspension AV Indépendantes, triangles, amortisseur monotube, ressort hélicoïdal coaxial, barre stabilisatrice.
- Suspension AR Indépendantes, triangles, amortisseur monotube, ressort hélicoïdal coaxial.
- Pneus AV 205/45 R17 / pneus AR 265/35 R18.
- Frein AV de 350 mm percés/ventilés équipés d'étrier fixes à 4 pistons.
- Frein AR de 332 mm percés/ventilés équipés d'étrier fixes à 4 pistons
- Longueur : 4 084 mm
- Largeur : 1 802 mm
- Hauteur : 1 129 mm
- Empattement : 2 370 mm
- Voie AV : 1 453 mm
- Voie AR : 1 499 mm
- Réservoir : 40 L
- Porte-à-faux avant : 0,880 m
- Porte-à-faux arrière : 0,802 m
- Cx = 0,43
- Performances :
- Vitesse maximale : 274 km/h
- 400 m DA = 12,5 s
- 1 km DA = 23 s
- 0 à 100 km/h = 3,9 s (données constructeur)
- 0 à 200 km/h = 15 s
- Freinage
- 50 km/h à 0 = 8,3 m
- 130 km/h à 0 = 57 m
- Équipements de sécurité : Contrôle de freinage en courbe.
- Contrôle de traction.
- ESP.
- Répartiteur électronique de freinage.
- Blocage électronique du différentiel.
- ABS.
- Aide au freinage d'urgence.
- Prix sans options en 2016 : 78 151 €

### Exige Sport 380 (2017)
La Lotus Exige Sport 380 est une version axée sur la piste et plus puissante de la gamme Lotus Exige. Elle a été dévoilée le 23 novembre 2016.
Le moteur V6 de 3,5 litres suralimenté est maintenant amélioré et produit 375 ch (380 PS; 280 kW) et 410 N⋅m (302 lb⋅ft) de couple avec une ligne rouge à 6500 tr/min, obtenue grâce à un compresseur et une unité de commande électronique (ECU) révisés. Elle peut accélérer de 0 à 100 mph  en 3,5 secondes et atteint une vitesse maximale de 286 km/h. L'intérieur est également allégé et comprend les aides à la conduite nécessaires. La Exige Sport 380 pèse 1 076 kg (2 372 lb), grâce à l'utilisation extensive de fibre de carbone à l'extérieur ainsi qu'à l'intérieur, à l'application de fenêtres en polycarbonate au lieu de vitres en verre traditionnelles, et à un nouveau panneau arrière qui comprend deux feux arrière au lieu de quatre.

### Exige Type 25 Limited Edition (2016–2021)
La Lotus Exige Type 25 est une édition limitée à seulement 10 exemplaires, rendant hommage au légendaire monoplace de Colin Chapman, piloté par Jim Clark en 1963. Née de la collaboration entre l'usine Lotus et le Road Racing Center, cette version exclusive n'a été distribuée qu'en Europe pour les meilleurs clients Lotus de l'UE. Souvent surnommée la « GT3 Touring des Exiges », elle présente tous les éléments de carrosserie des versions Cup et 380 Carbon Edition tout en conservant l'aileron arrière d'origine. Basée sur la deuxième génération de l'Exige V6, elle fut l'une des premières à être livrée avec la boîte de vitesses à grille ouverte. Équipée des composants moteurs de l'Exige Sport 350, elle bénéficie également de certains équipements de l'Exige Cup 380, notamment par l'ajout d'une boîte à air en carbone, augmentant largement sa puissance.
La Lotus Exige Type 25 est facilement reconnaissable grâce à une plaque numérotée située à droite du siège passager. Elle intègre également des éléments aérodynamiques en carbone des versions Cup, en particulier les jupes latérales, le spoiler avant, les rétroviseurs et le pare-chocs arrière. Les dix exemplaires sont équipés de presque toutes les options d'usine, mais ce qui les distingue vraiment est une livrée spéciale unique pour chaque modèle. Contrairement à de nombreuses autres Lotus Exige V6, tous les éléments de carrosserie, y compris le toit, sont peints. Un kit de décalcomanies Lotus Exclusive a été ajouté pour distinguer chaque modèle. La Type 25 inspirera plus tard la création des Exige Type 49 et Type 79, basées sur la version 430.

### Exige Cup 430 (2017)
Limitée à 60 exemplaires, la Cup 430 est animée par le V6 3.5 à compresseur porté à 436 ch. Elle effectue le 0 à 100 km/h en 3,3 secondes et une vitesse maxi de 290 km/h.

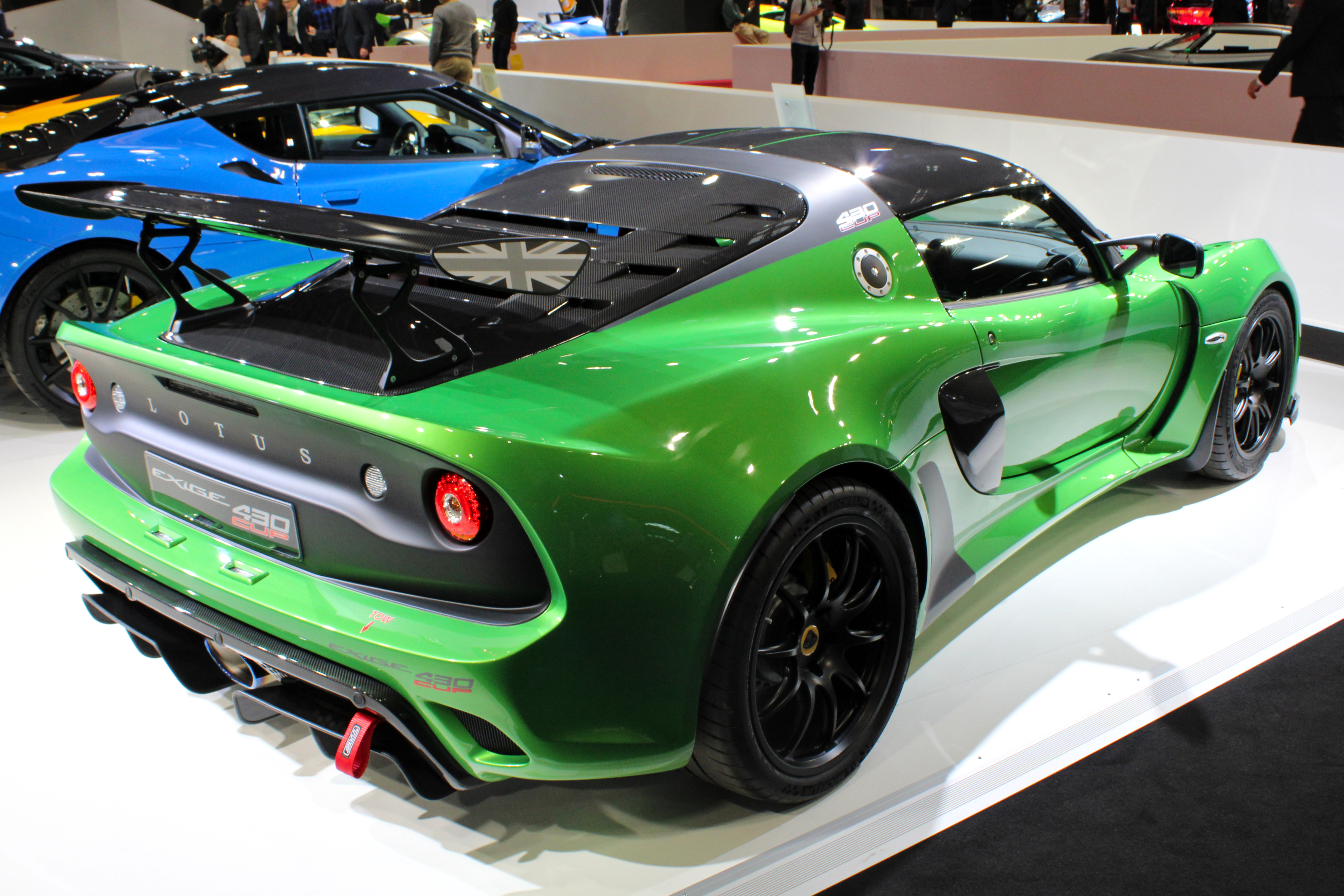
Lotus Exige Cup 430

### Exige Sport 410 (2018)
L'Exige Sport 410 est développée à partir de la 430 Cup, en version coupée. Elle reçoit le V6 3.5 compressé de 416 ch (à 7 000 tr/min) et 420 N m de couple (3 000 à 7 000 tr/min). Elle effectue le 0 à 100 km/h en 3,3 secondes pour une vitesse maximale de 290 km/h (en coupé).

#### Lotus Exige Sport 410 20th Anniversary
La Lotus Exige 20th Anniversary est une série spéciale basée sur la Lotus Exige Sport 410 et célèbre les 20 ans de l'Exige.